# Eudejeania birabeni
Eudejeania birabeni là một loài ruồi trong họ Tachinidae.